# Juliana Gaviria
Julia Gaviria Rendón (La Ceja, 31 maart 1991) is een Colombiaans baanwielrenster die veel successen boekte op de Pan-Amerikaanse kampioenschappen baanwielrennen en tweemaal deelnam aan de Olympische Zomerspelen.

## Carrière
Als negentienjarige nam Gaviria in 2010 deel aan de Pan-Amerikaanse kampioenschappen op de baan waar ze bij de teamsprint haar eerste medaille won. Deze, en vele andere successen die volgden bij de teamsprint reed ze samen met Diana García. In 2012 nam Gaviria voor het eerst deel aan de Olympische Spelen die plaatsvonden in Londen. Hier, en bij haar volgende deelname in 2016, wist ze geen medailles te behalen. Tijdens haar carrière nam Gaviria negenmaal deel aan de Wereldkampioenschappen baanwielrennen. Haar beste resultaat behaalde ze in 2013 toen ze vijfde werd bij de keirin. Verspreid over elf deelnames aan de Pan-Amerikaanse kampioenschappen won ze 24 medailles, waarvan vier gouden. Op de Pan-Amerikaanse Spelen was ze driemaal actief en won verspreid over de jaren vijf medailles.

## Privé
Gaviria is een oudere zus van eveneens professioneel wielrenner Fernando Gaviria. Ze is getrouwd met baanwielrenner Fabián Puerta. In 2017/18 nam Gaviria een pauze als wielrenster, na een jaar kwam ze weer terug op het internationale toneel.

## Palmares
| Jaar      | CK                                          | P-AK                                                 | WK                                         | Overige                                                 |
| Als elite | Als elite                                   | Als elite                                            | Als elite                                  | Als elite                                               |
| --------- | ------------------------------------------- | ---------------------------------------------------- | ------------------------------------------ | ------------------------------------------------------- |
| 2010      | teamsprint · 500m tijdrit · sprint          | teamsprint · 7e sprint                               |                                            | C-A en CS: · teamsprint · sprint                        |
| 2011      | 500m tijdrit · teamsprint · sprint          | teamsprint · 500m tijdrit · 4e sprint · 6e keirin    | 11e teamsprint 26e sprint                  | Pan-Amerikaanse Spelen: · teamsprint · 4e sprint        |
| 2012      |                                             | 500m tijdrit · teamsprint · 4e sprint                | 12e teamsprint 19e 500m tijdrit 24e sprint | Olympische Spelen: 10e teamsprint 13e sprint 17e keirin |
| 2013      | 500m tijdrit · keirin · teamsprint · sprint | teamsprint · 500m tijdrit · keirin · sprint          | 5e keirin 13e sprint                       |                                                         |
| 2014      | 500m tijdrit · sprint · teamsprint · keirin | teamsprint · 500m tijdrit · 5e sprint · 7e keirin    | 12e 500m tijdrit 13e keirin                |                                                         |
| 2015      | 500m tijdrit · sprint · teamsprint          | 500m tijdrit · sprint · teamsprint                   | 16e 500m tijdrit 17e keirin 26e sprint     | Pan-Amerikaanse Spelen: · keirin · sprint · teamsprint  |
| 2016      | teamsprint · 500m tijdrit · keirin · sprint | teamsprint · 500m tijdrit                            | 11e teamsprint 13e sprint                  | Olympische Spelen: 24e sprint                           |
| 2017      |                                             |                                                      | 8e teamsprint 15e 500m tijdrit 26e sprint  |                                                         |
| 2018      | teamsprint · 500m tijdrit · keirin          |                                                      |                                            |                                                         |
| 2019      | teamsprint · sprint                         | teamsprint · 5e keirin · 6e 500m tijdrit · 6e sprint |                                            | Pan-Amerikaanse Spelen: · teamsprint · 8e sprint        |
| 2020      |                                             |                                                      | 12e teamsprint 17e 500m tijdrit            |                                                         |
| 2021      | teamsprint · keirin · sprint · 500m tijdrit | teamsprint · achtervolging · keirin · sprint         | 17e keirin                                 | NC Cali: · teamsprint                                   |
| 2022      | teamsprint · keirin · sprint · 500m tijdrit | 500m tijdrit · keirin · teamsprint · 9e sprint       |                                            |                                                         |
| 2023      | teamsprint · keirin                         | 4e teamsprint 10e sprint                             |                                            |                                                         |
| 2024      | teamsprint · 500m tijdrit · keirin · sprint |                                                      |                                            |                                                         |